# Acholoe squamosa
Acholoe squamosa är en ringmaskart som först beskrevs av Delle Chiaje 1828.  Acholoe squamosa ingår i släktet Acholoe och familjen Polynoidae. Arten har ej påträffats i Sverige. Inga underarter finns listade i Catalogue of Life.